# Remolcador de altura

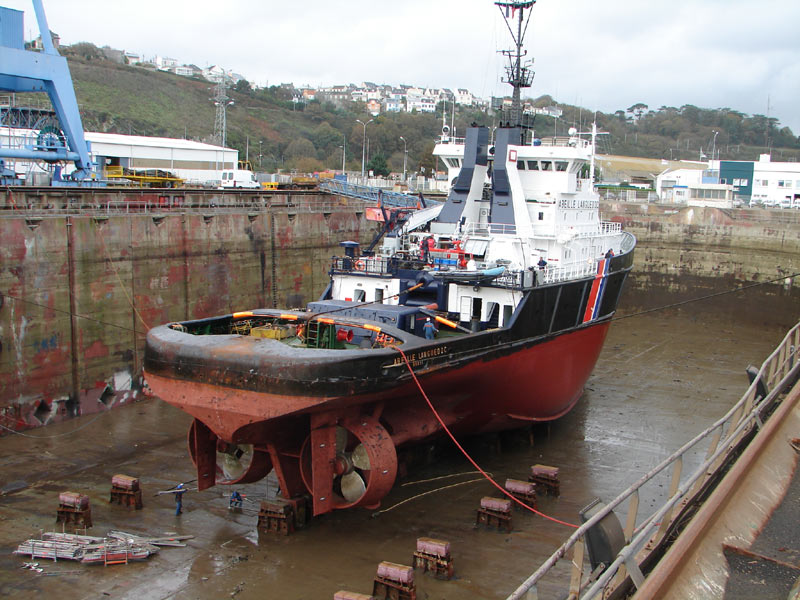
Remolcador en dique seco para operaciones de mantenimiento.

Un remolcador de altura es un remolcador de gran potencia y autonomía capaz de acudir en auxilio de embarcaciones de gran porte que requieran de asistencia en alta mar.
Son aptos para llevar a cabo una operación de rescate en cualquier punto del océano. Están asentados en puntos estratégicos de gran volumen de tráfico marítimo (Ciudad del Cabo, Gibraltar, Singapur, Estrecho de Magallanes, etc.) y siempre listos a zarpar de inmediato respondiendo a la llamada de auxilio de cualquier embarcación.

## Véase también

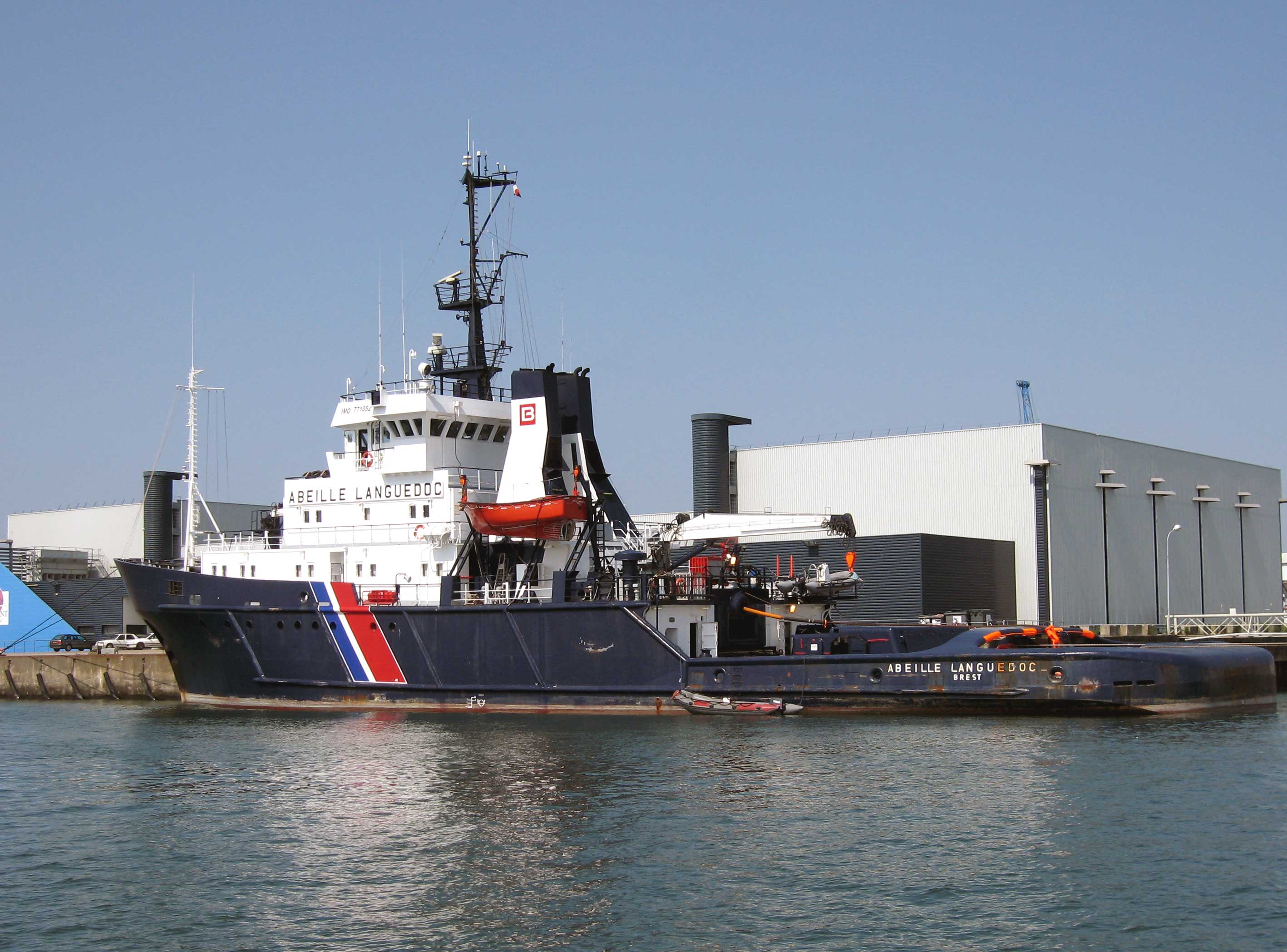
El Abeille Languedoc en el puerto de Lorient (Francia).
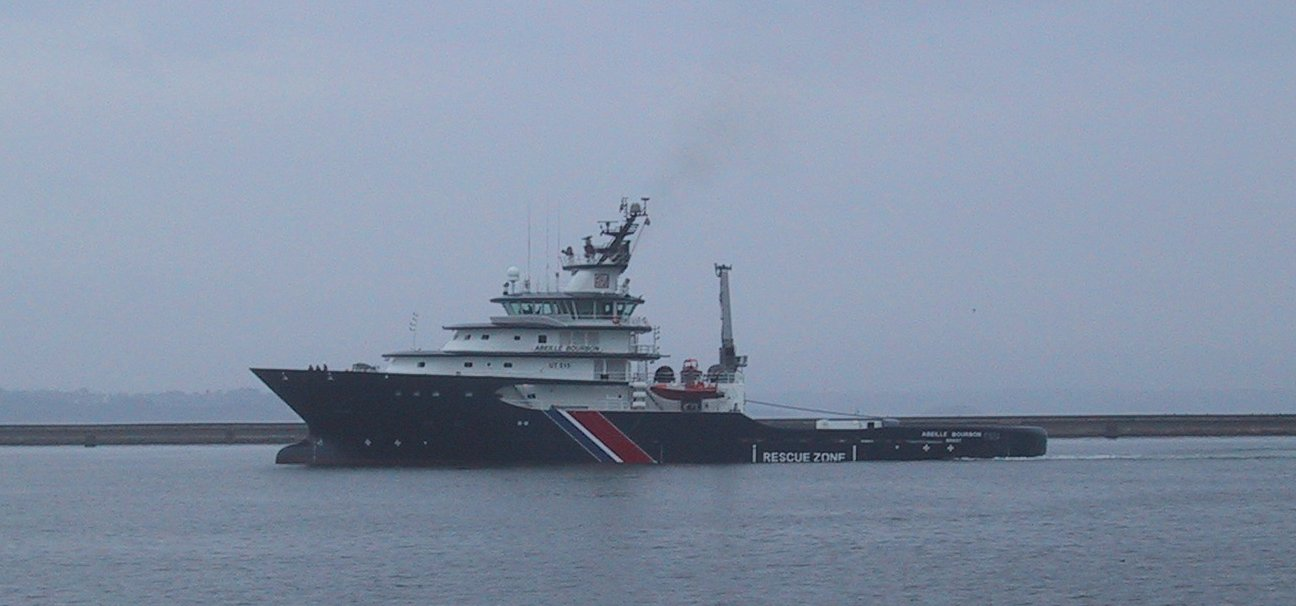
El Abeille Bourbon en el puerto de Brest (Francia).
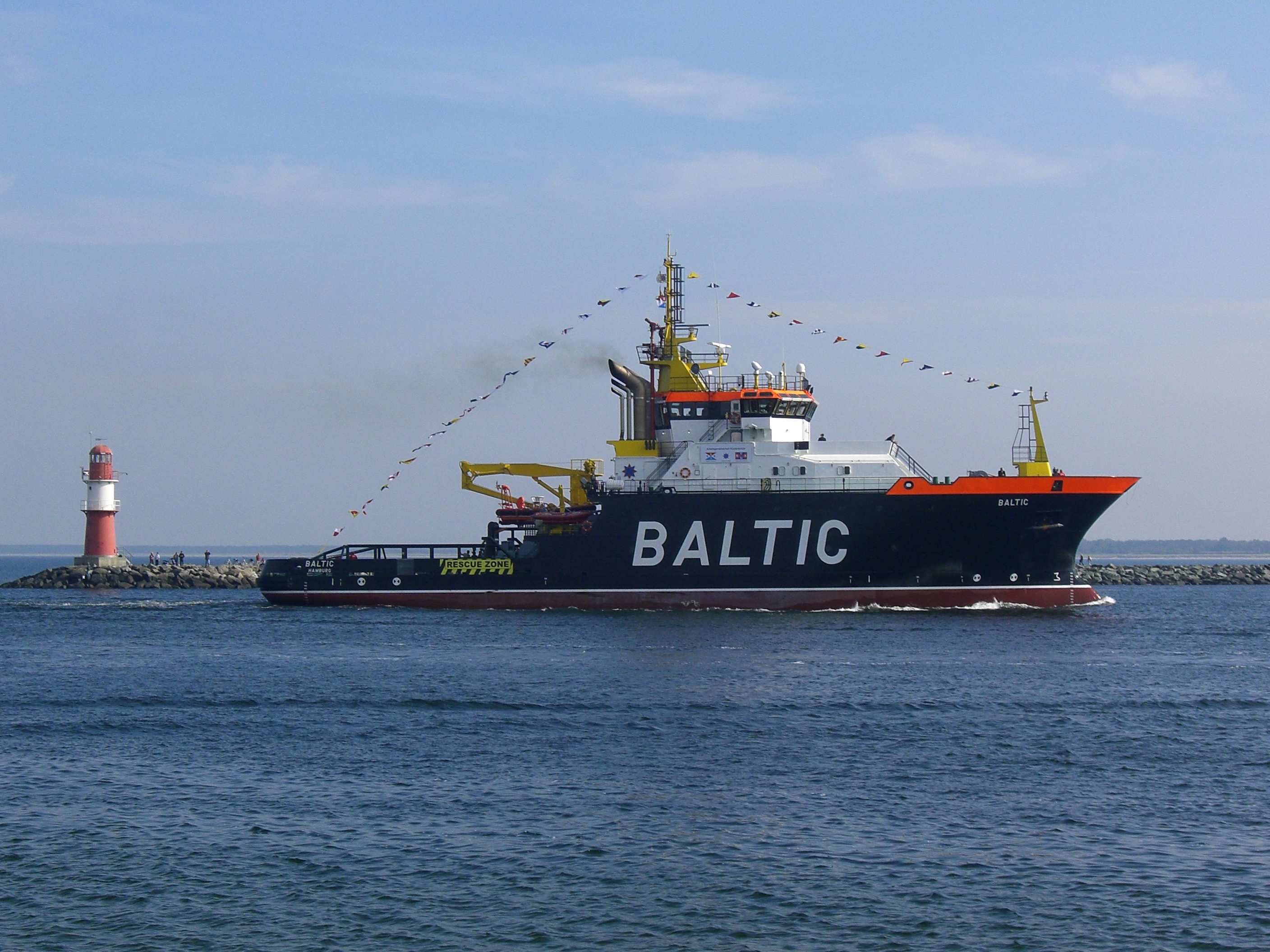
El Remolcador de altura Baltic en el puerto de Warnemünde.